# 1-metilciclopropene
L'1-metilciclopropene (1-MCP) è un cicloalchene derivato del ciclopropene, avente un metile come sostituente su un atomo di carbonio olefinico, di formula molecolare C4H6. L'altro isomero con il metile sul carbonio saturo è il 3-metilciclopropene; ha anche  un isomero a catena aperta, il dimetilacetilene.
Viene utilizzato come regolatore della crescita delle piante, perciò indicato anche come un fitoregolatore.

## Proprietà chimiche
L'1-metilciclopropene a temperatura e pressione ambiente è un gas o un liquido molto volatile con un punto di ebollizione di circa 12 °C. La sua molecola è moderatamente polare, il so momento di dipolo è μ = 0,84 D.
Viene sintetizzato trattando il cloruro di metallile (CH2=C(Me)−CH2−Cl) con fenillitio (Ph−Li), utilizzato come base forte; questo permette di ottenere l'1-metilciclopropene in seguito all'eliminazione di cloruro di litio e di benzene.

## Azione
L'1-metilciclopropene è l'antagonista dell'etilene, un ormone di crescita delle piante che stimola e disciplina vari processi quali la maturazione dei frutti climaterici, l'apertura dei fiori e la caduta delle foglie. L'1-metilciclopropene viene quindi utilizzato commercialmente per rallentare la maturazione della frutta o per aiutare a mantenere la freschezza dei fiori recisi. Il meccanismo di azione dell'1-metilciclopropene consiste nel legarsi fortemente al recettore dell'etilene delle piante, bloccando così l'accesso all'etilene stesso (inibizione competitiva).
Per l'utilizzo viene miscelato con altre sostanze veicolanti, tra cui soluzioni acquose, che poi vengono spruzzate o nebulizzate su frutta, fiori o foglie.